# Turecko na Letních olympijských hrách 1984
Turecko se účastnilo Letní olympiády 1984 v americkém Los Angeles. Zastupovalo ho 46 sportovců (45 mužů a 1 žena) v 10 sportech.

## Medailisté
| Medaile | Jméno        | Sport | Soutěž                     |
| ------- | ------------ | ----- | -------------------------- |
| Bronz   | Eyüp Can     | Box   | Muži do 51 kg              |
| Bronz   | Turgut Aykaç | Box   | Muži do 57 kg              |
| Bronz   | Ayhan Taşkin | Zápas | muži volný styl nad 100 kg |